# Sébastien Squillaci
Sébastien Squillaci (11 d'agost de 1980, Toló) és un futbolista professional francès que ha jugat a l'Arsenal Football Club. Guanyà la Copa del Rei de futbol 2009-10 amb el Sevilla FC.